# Monte Sião
Monte Sião es un municipio brasilero del estado de Minas Gerais, en la microrregión de Poços de Caldas. Su población estimada en 2004 era de 18.640 habitantes. El área es de 291,0 km² y la densidad demográfica, de 64,05 hab/km².
Monte Sião es la ciudad conocida como la Capital Nacional del Tejido debido a la industrialización en el área textil especialmente de la confección de tejido.

## Administración
- Prefecto: José Rafael de Castro Ribeiro - PTB (2009/2012)
- Viceprefecto: Mauro Aparecido de Souza Bueno - PSB
- Presidente de la cámara: Juán Paulo Ribeiro - PT (2009/2010)